# Leggi sul Nord America Britannico
Le leggi sul Nord America Britannico (LNAB) (inglese: British North America Acts; francese: Actes de l’Amérique du Nord britannique) sono un insieme di leggi del Parlamento britannico adottate tra il 1867 e il 1975, che stabilirono, poi successivamente emendarono, la costituzione della Confederazione canadese.

## Legge sul Nord America Britannico del 1867
La prima e la più importante legge della serie entrò in vigore il 1º luglio 1867. Essa creò il Dominion del Canada mediante l'unione di quattro colonie dell'Impero britannico: l'Ontario e il Québec, anteriormente Provincia del Canada (o Canada Unito), il Nuovo Brunswick e la Nuova Scozia. Questa legge, comprendente 147 articoli, stabiliva le disposizioni della Costituzione del Canada attuale e, modificata dagli emendamenti che vi sono stati apportati da allora, è ancora oggi in vigore.
Il progetto di legge fu approvato dalla Camera dei lord il 26 febbraio 1867, dalla Camera dei comuni l'8 marzo, e ricevette il 24 maggio l'assenso reale della regina Vittoria. Il giorno scelto per l'entrata in vigore della nuova legge era il 1º luglio seguente, e ora questa data è la festa nazionale del Canada. La costituzione non formò oggetto di un consenso o di una consultazione popolare a livello confederale.
Nel 1870, le province del Manitoba e dei Territori del Nord-Ovest si riunirono al Dominion e, nel 1873, fu la volta dell'Isola del Principe Edoardo.
Dal 1982, la legge del Nord America Britannico del 1867 è ufficialmente conosciuta sotto il nome di "Legge costituzionale del 1867".

## Leggi successive
Altre leggi successive del Parlamento britannico, anch'esse recanti il nome di LNAB, e aventi come effetto di modificare la Legge sul Nord America Britannico del 1867 (e dunque la Costituzione del Canada) furono adottate tra il 1871 e il 1975. Tra di esse le diverse LNAB successive si distinguono per la menzione, nel titolo di ciascuna di esse, dell'anno nel corso del quale fu adottata. Oltre alla LNAB originale del 1867, le altre LNAB sono quelle del: 1871, 1886, 1907, 1915, 1916*, 1930, 1940, 1943*, 1946*, 1949, 1949 (n. 2)*, 1951*, 1952*, 1960, 1964, 1965, 1974, 1975 e 1975 (n. 2). Quelle seguite dal segno (*) sono state, poi, abrogate.
Peraltro, lo Statuto di Westminster del 1931 aveva accordato la sovranità legislativa completa al Canada e agli altri dominion britannici. Tuttavia, prima della Legge costituzionale del 1982, une parte importante delle disposizioni delle Leggi sul Nord America Britannico erano escluse dall'applicazione dello Statuto di Westminster e solo il Parlamento britannico poteva modificarle. Ogni provincia federata possedeva già dal 1867 il potere di modificare essa stessa le disposizioni costituzionali delle Leggi sul Nord America Britannico relative alla propria costituzione (istituzioni statali provinciali, potere legislativo, esecutivo, ecc., ad eccezione dalla carica di luogotenente generale). Il Parlamento federale ottenne un potere simile nel 1949 che gli permetteva di modificare le disposizioni costituzionali delle LNAB relative alle istituzioni statali puramente federali. Ma la modifica delle altre disposizioni delle LNAB, particolarmente quelle che concernevano la condivisione delle competenze tra i due ordini di governo, necessitava legalmente il ricorso al Parlamento britannico.
La legge sul Canada del 1982, che è anche una legge del Parlamento britannico, giunse a tagliare gli ultimi legami giuridici tra il Regno Unito e il Canada. La Legge costituzionale del 1982, che è una legge canadese, divenne allora parte della Costituzione del Canada. È da notare che il Québec rifiutò di aderire a questa costituzione.
In questa stessa occasione, ogni LNAB che permaneva in vigore dopo l'adozione della legge costituzionale del 1982 fu rinominata secondo la formula "legge costituzionale del (anno)". Le LNAB abrogate non sono state rinominate.

### Del 1871
La legge sul Nord America Britannico del 1871 (34-35 Victoria, c. 28), adottata il 29 giugno 1871, ratifica due leggi adottate dal Parlamento canadese, la "legge del 1869 concernente il Territorio del Nord-Ovest" e la "legge del Manitoba del 1870", e autorizza la creazione di province aggiuntive su dei territori non compresi in una provincia. Essa accorda al Canada l'autorizzazione a creare nuove province e nuovi territori come anche a modificare le frontiere delle province con l'accordo delle province interessate. Riconosce così la creazione della provincia del Manitoba e l'integrazione nel Canada della Terra di Rupert e dei Territori del Nord-Ovest, il che permetterà al Parlamento canadese e alle legislature dell'Ontario e del Québec di ingrandire le proprie frontiere per integrare una parte dei nuovi territori.

### Del 1886
La Legge sul Nord America Britannico del 1886 (49-50 Victoria, c. 35), adottata il 25 giugno 1886, autorizza il Parlamento canadese a provvedere alla rappresentanza, al Senato e alla Camera dei comuni, dei territori non compresi in una provincia.

### Del 1907
La Legge sul Nord America Britannico del 1907 (7 Édouard VII, c. 11), adottata il 9 agosto 1907, stabilisce una nuova formula di ripartizione dei sussidi federali alle province e abroga in pratica l'articolo 118 della LNAB del 1867. Questo emendamento costituzionale si fa con l'accordo delle province.

### Del 1915
La Legge sul Nord America Britannico del 1915 (5-6 George V, c. 45), adottata il 19 marzo 1915, modifica implicitamente l'articolo 22 della LNAB del 1867 e vi aggiunge un nuovo articolo 51A. Questa LNAB aumenta il numero di senatori aggiungendo, per rappresentare le province dell'ovest canadese, una quarta divisione senatoriale, la quale comprende 24 senatori, cioè lo stesso numero di senatori che ciascuna delle altre tre divisioni formate rispettivamente dall'Ontario, dal Québec e dalle province dell'Atlantico. Essa prevede in più l'aggiunta di sei senatori supplementari per rappresentare Terranova, nell'eventualità che questa colonia britannica si unisse alla confederazione canadese (il che si produrrà nel 1949). Quanto al nuovo articolo 51A, esso dispone che una provincia avrà sempre diritto a un numero di deputati alla Camera dei comuni che non sia inferiore al numero di senatori che le sono assegnati. Il governo federale non ha consultato le province per proporre questo emendamento costituzionale.

### Del 1916
La Legge sul Nord America Britannico del 1916 (6-7 George V, c. 19), adottata il 1º gennaio 1916, prolunga la durata della legislatura federale in corso (il 12º Parlamento) fino al 7 ottobre 1917, cioè di un anno al di là della durata massima di cinque anni prevista dall'articolo 50 della LNAB del 1867.

### Del 1930
La Legge sul Nord America Britannico del 1930 (20-21 George V, c. 26), adottata il 10 luglio 1930, conferma gli accordi relativi alle risorse naturali tra il governo federale e varie province. Questi accordi concedono alle province della Columbia Britannica, dell'Alberta, del Manitoba e del Saskatchewan diritti su alcune risorse naturali che si trovano nelle terre della Corona controllate dal governo federale.

### Del 1940
La Legge sul Nord America Britannico del 1940 (3-4 George VI, c. 36), adottata il 10 luglio 1940, aggiunge un nuovo paragrafo 2A all'articolo 91 della LNAB del 1867, accordando così al Parlamento federale la competenza esclusiva di legiferare in materia di assicurazione contro la disoccupazione. A partire dalla confederazione del 1867, si tratta del primo trasferimento costituzionale di una competenza da un livello di governo all'altro. Nel 1937, un giudizio aveva dichiarato l'impiego e l'assicurazione contro la disoccupazione come facenti parte della competenza delle province in virtù del paragrafo 13 dell'articolo 92 della LNAB del 1867. Questo emendamento costituzionale faceva seguito a una delle raccomandazioni della commissione Rowell-Sirois e a tre anni di negoziato tra il governo federale e le province.

### Del 1943
La Legge sul Nord America Britannico del 1943 (6-7 George VI, c. 30), adottata il 22 luglio 1943, ritarda fino a dopo la guerra l'applicazione dell'articolo 51 della Legge del 1867 che prevede il riaggiustamento della rappresentanza delle province alla Camera dei comuni in funzione della popolazione, dunque del censimento che ebbe luogo nel 1941. Il Québec, il Saskatchewan e il Manitoba si oppongono a questo emendamento costituzionale. Il governo federale ritiene che questa questione non sia di competenza delle province.

### Del 1946
La Legge sul Nord America Britannico del 1946 (9-10 George VI, c. 63), adottata il 26 luglio 1946, abroga l'articolo 51 della LNAB del 1867 e lo sostituisce con un nuovo articolo 51. Si tratta di una modifica della formula di ripartizione dei seggi delle province e territori alla Camera dei comuni.

### Del 1949
La Legge sul Nord America Britannico del 1949 (12-13 George VI, c. 22), adottata il 23 marzo 1949, ratifica le condizioni di unione tra il Canada e Terranova. Terranova diveniva così la decima provincia del Canada. Questa LNAB fu rinominata Legge su Terranova nel 1982.

### Del 1949 (numero 2)
La Legge sul Nord America Britannico del 1949 (numero 2) (13 George VI, c. 81), adottata il 16 dicembre 1949, aggiunge un nuovo paragrafo all'articolo 91 della LNAB del 1867, che permette in misura limitata al Parlamento canadese di emendare la Costituzione del Canada, per quanto concerne gli aspetti che non interessano le province. Ogni provincia possedeva già il potere di emendare unilateralmente la propria costituzione. L'intervento del Parlamenti britannico permane tuttavia necessario per i cambiamenti costituzionali più generali, soprattutto quelli che concernono al tempo stesso il governo federale e le province. Questa LNAB fu abrogata nel 1982, le modalità di emendamento della Costituzione del Canada essendo ora enunciate nella Legge costituzionale del 1982.

### Del 1951
La Legge sul Nord America Britannico del 1951 (14-15 George VI, c. 32), adottata il 31 maggio 1951, aggiunge un nuovo articolo 94A alla LNAB del 1867, che autorizza il Parlamento canadese a legiferare in concorrenza con le province in materia di pensioni di vecchiaia. Questa modifica costituzionale si fece con l'accordo di tutte le province.

### Del 1952
La Legge sul Nord America Britannico del 1952 (S.R.C. 1952, c. 304), adottata dal Parlamento canadese, abroga e sostituisce di nuovo l'articolo 51 della LNAB del 1867 come era stato decretato dalla LNAB del 1946. Essa modifica il numero di seggi alla Camera dei comuni e limita al 15% il numero di seggi che possono essere persi da una provincia a seguito di un riaggiustamento basato su un censimento e accorda infine al territorio dello Yukon un deputato alla Camera dei comuni. Si tratta della prima LNAB adottata dal Parlamento canadese piuttosto che dal Parlamento britannico, ciò in virtù dell'articolo 91(1) della LNAB del 1867 che era stato aggiunto dalla LNAB del 1949 (numero 2).

### Del 1960
La Legge sul Nord America Britannico del 1960 (9 Élisabeth II, c. 2), adottata il 20 dicembre 1960 ed entrata in vigore il 1º marzo 1961, modifica l'articolo 99 della LNAB del 1867 per instaurare il ritiro obbligatorio a 75 anni per i giudici delle corti superiori.

### Del 1964
La Legge sul Nord America Britannico del 1964 (12-13 Élisabeth II, c 73), adottata il 31 luglio 1964, modifica l'articolo 94A della LNAB del 1867, che vi era stato aggiunto dalla LNAB del 1951, allargano la competenza federale in materia di pensioni e di prestazioni addizionali, pur preservamdo la competenza provinciale sullo stesso tema.

### Del 1965
La Legge sul Nord America Britannico del 1965 (S.C. 1965, c. 4), adottata dal Parlamento canadese ed entrata in vigore il 1º giugno 1965, modifica l'articolo 29 della LNAB del 1867 per instaurare il ritiro obbligatorio a 75 anni per i senatori. Si tratta della seconda LNAB adottata dal Parlamento canadese in virtù dell'articolo 91(1).

### Del 1974
La Legge sul Nord America Britannico del 1974 modifica le regole di riaggiustamento della ripartizione dei seggio alla Camera dei comuni.

### Del 1975
La Legge sul Nord America Britannico del 1975 aumenta a due il numero di deputati dei Territori del Nord-Ovest alla Camera dei comuni.

### Del 1975 (numero 2)
La Legge sul Nord America Britannico del 1975 (numero 2) aumenta il numero dei senatori da 102 a 104, e assegna un seggio al territorio dello Yukon e un seggio ai Territori dl Nord-Ovest.